# Cagliari Beach Soccer
La società sportiva Cagliari Beach Soccer è una squadra italiana di beach soccer con sede nella città di Cagliari. Partecipa al campionato di Serie A.

## Storia
Il sodalizio nasce nel 2018 con il nome di Villasimius Beach Soccer (nome sponsorizzato Alpitour Villasimius), ed è la prima squadra sarda dedita a tale disciplina. Nel primo anno di attività, chiude il campionato all'ottavo posto del girone B con sei punti conquistati in nove partite. In Coppa Italia viene invece eliminato ai quarti di finale dal quotato Terracina, classificandosi quinto nella graduatoria finale.
Nel mese di dicembre 2018 cambia denominazione in Cagliari Beach Soccer.